# Phylica curvifolia
Phylica curvifolia är en brakvedsväxtart som först beskrevs av Presl, och fick sitt nu gällande namn av Neville Stuart Pillans och Henry Georges Fourcade. Phylica curvifolia ingår i släktet Phylica och familjen brakvedsväxter. Inga underarter finns listade i Catalogue of Life.